# Alois Loidl
Alois Loidl (Eisenstadt, 14 november 1953) is een Oostenrijks componist, muziekpedagoog, dirigent, trompettist en programmamaker.

## Levensloop
Loidl kreeg op 7-jarige leeftijd eerste piano- en blokfluitles. Hij was van 1963 tot 1974 trompettist in de Arbeidersmuziekvereniging Neufeld an der Leitha. Van 1965 tot 1969 studeerde hij trompet bij Professor Pruschar aan de muziekschool in Wiener Neustadt. In 1966 richtte hij samen met andere muzikanten een ensemble met de naam Louis-Combo op, dat in de loop van de jaren 7 langspeelplaten heeft opgenomen; in deze groep bleef hij tot 1986. Vanaf 1969 studeerde hij trompet aan de Akademie für Musik und darstellende Kunst in Wenen bij Josef Levora. In 1972 werd hij trompettist in het muziekkorps van de Militärmusik Burgenland, dat toen van de kapelmeester Hans Schadenbauer gedirigeerd werd. In deze muziekkapel werkte hij tot 1976. Vanaf 1973 studeerde hij aan het Joseph-Haydn-Conservatorium in Eisenstadt bij Engelbert Loidl en behaalde zijn diploma's als kapelmeester (1974), muziekonderwijzer (1976) en als uitvoerend trompettist (1978). Zijn studies voltooide hij aan de Universität für Musik und darstellende Kunst in Graz bij Hans Meister en Hans Baldauf en behaalde zijn Magister artium in 1989. 
Hij was docent voor trompet aan het Joseph-Haydn-Conservatorium in Eisenstadt. Van 1979 tot 1989 was hij hoofd van de trompetklas aan dit conservatorium. In 1976 werd hij directeur van de muziekschool Donnerskirchen en bleef in deze functie tot 1980. 
Van 1974 tot 1990 was hij dirigent van het harmonieorkest Musikverein Freistadt Rust. Tot 1988 was hij eveneens dirigent van de Musikverein Purbach am Neusiedler See. Van 1992 tot 1994 was hij ook dirigent van de Musikverein "Stadtkapelle" Oberpullendorf en van 1994 tot 2005 dirigent van de Stadtkapelle Mattersburg. 
In 1975 werd hij opnameleider, programmamaker en redacteur bij Radio Burgenland van de Oostenrijkse publieke omroep ORF. In 1990 werd hij hoofd van de muziekafdeling in de ORF Landesstudio Burgenland. 
In 1975 werd hij voorzitter van het district Eisenstadt/Mattersburg binnen de Burgenländische Blasmusikverband (BBV). Van 1986 tot 1989 was hij kapelmeester van het district Eisenstadt van de Burgenländische Blasmusikverband (BBV) en werd vervolgens zogenaamde Landeskapellmeister (1989-2000). In 2000 werd hij voorzitter van deze federatie. Hij is eveneens lid van de Österreichischer Blasmusikverband (ÖBV) en was in 2011 en 2012 diens voorzitter.
Als componist schreef hij enkele werken voor harmonieorkest en kamermuziek. Hij ontving verschillende onderscheidingen, zoals het grote ereteken in goud van de Burgenländische Blasmusikverband (1995), de zogenaamde EURO*STAR van de federatie van Oostenrijkse componisten (1996), het gouden ereteken van de stad Eisenstadt (1998) en de gouden medaille van de Confédération Internationale des Sociétés Musicales (CISM) (1999).